# Kobutori Jiisan
Kobutori Jiisan (こぶとりじいさん, Kobutori jīsan) traduït aproximadament com «el vell sense bony» és una rondalla típica del folklore japonès sobre un vell amb un bony a la galta (en principi un tumor de glàndula salival) que s'uneix a la festa d'uns ogres (oni) que canten i ballen a la nit i li acaben traient el bony.

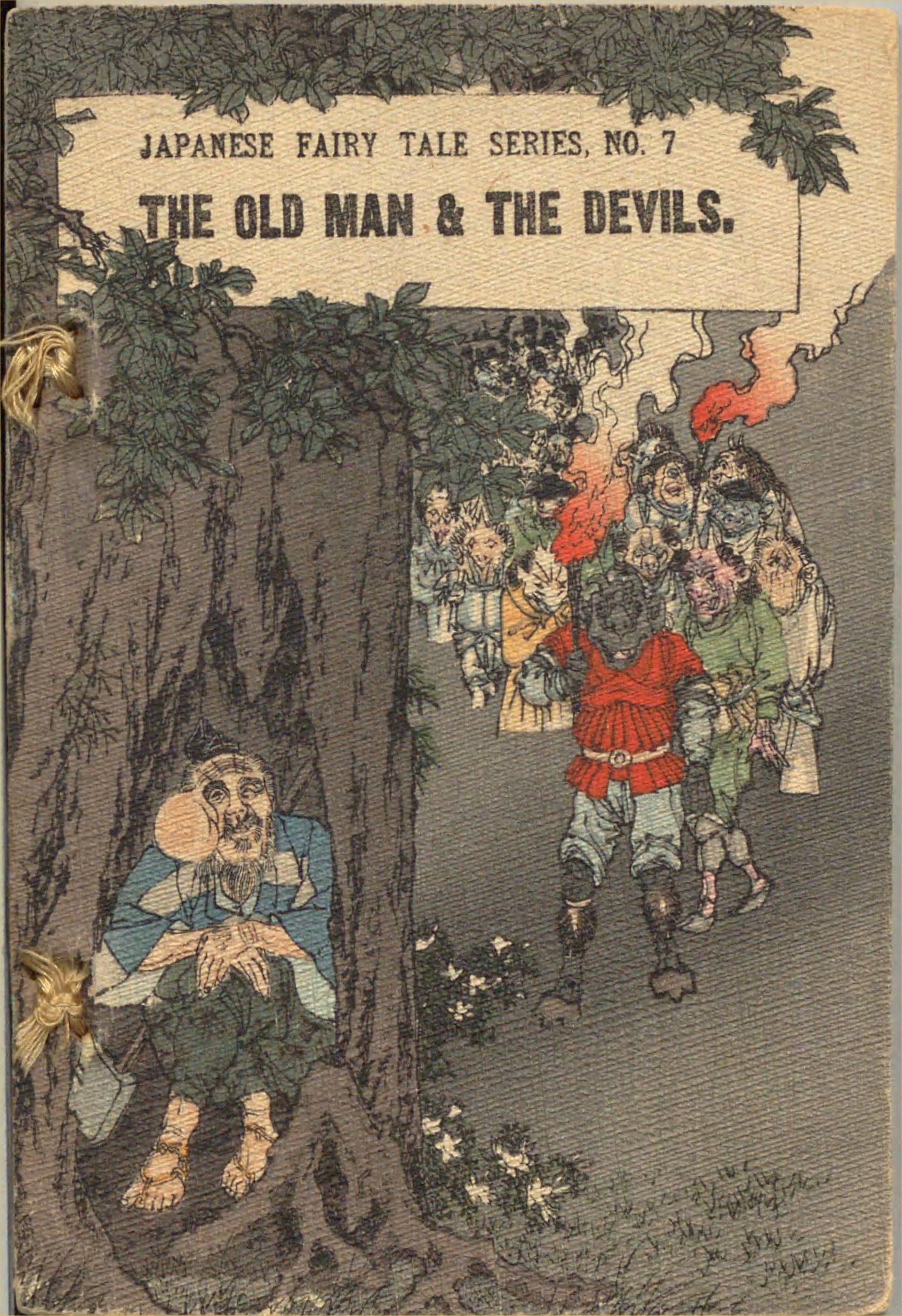
Versió en anglès del conte, de 1886

El conte és una reinterpretació d'un altre conte sobre un llenyataire que apareix a l'antologia Uji Shūi Monogatari del segle xiii.
El conte es coneix habitualment en japonès com Kobutori (瘤取り), Kobutori Jiisan (瘤取り爺さん) o Kobutori jijii (瘤取り爺い). Es troba entre els deu contes de fades locals més habitualment explicats als nens del Japó modern.

## Argument

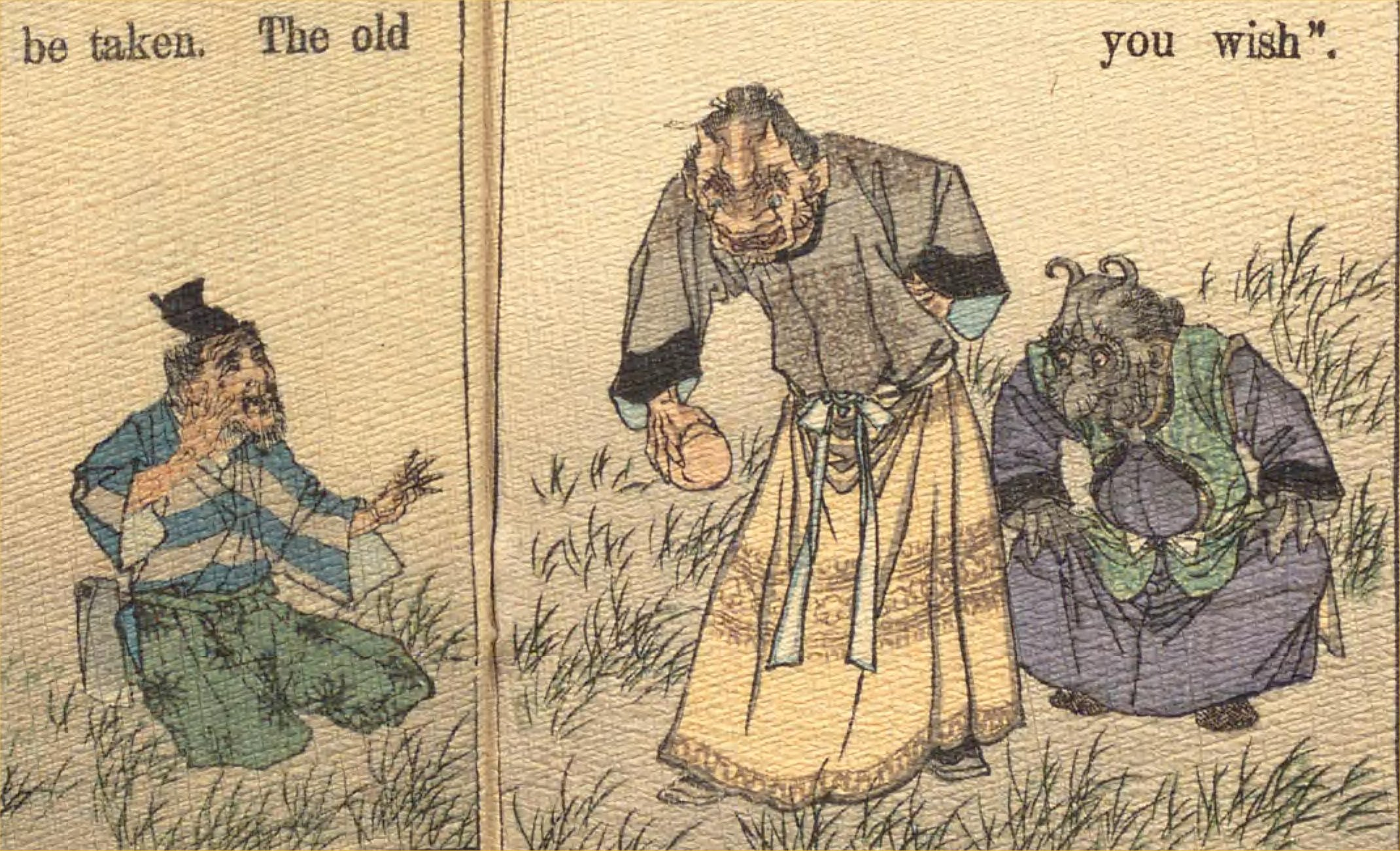
Els oni (ogres) prenen el tumor a l'home

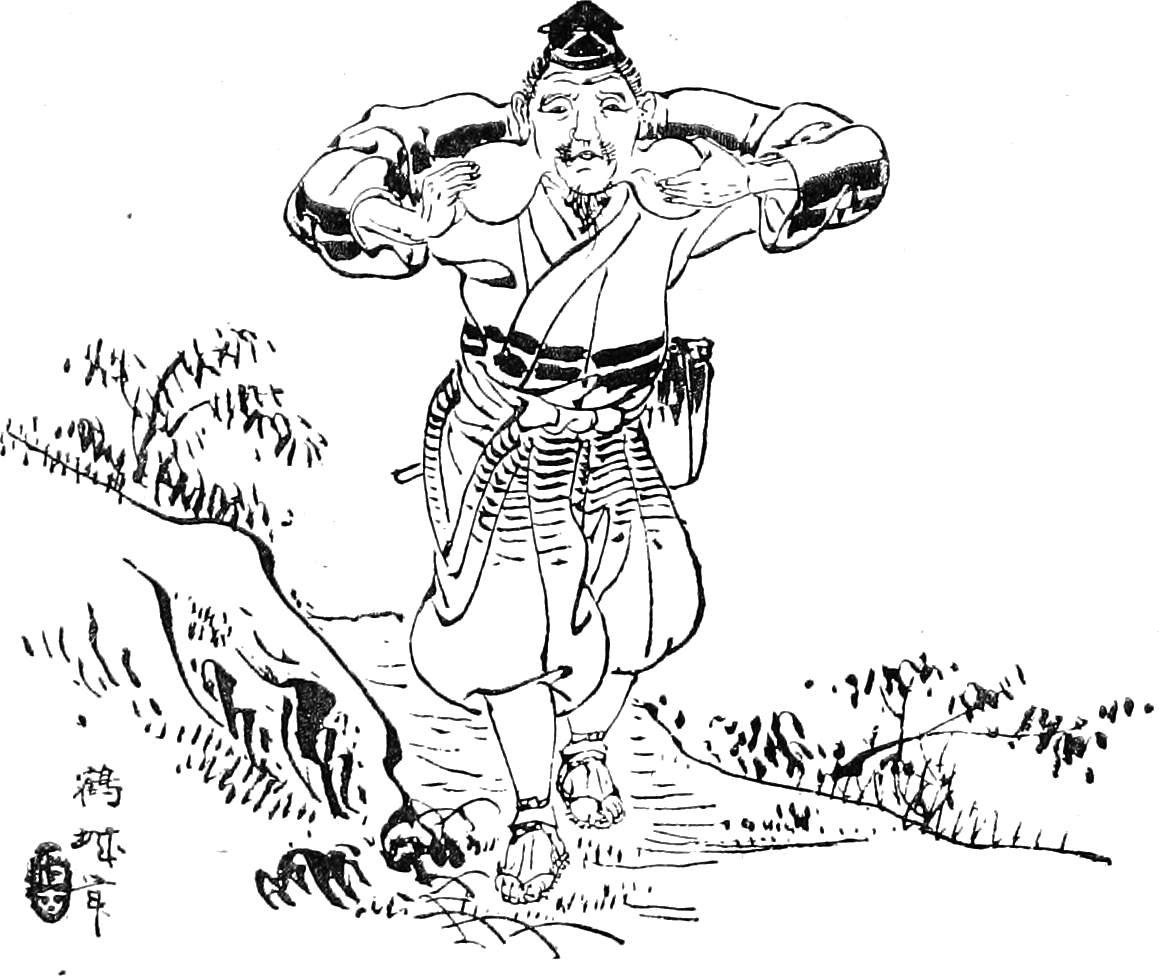
El segon vell torna a casa amb dos bonys a la cara

Inicialment hi ha un vell amb un bony al costat dret de la cara. En principi aquest bony és un tumor de la glàndula paròtide o tècnicament una neoplàsia de glàndula salival. La traducció d'Ozaki a l'anglès diu que el bony és gros com una pilota de tennis, mentre que la traducció al castellà diu que és de la mida d'un préssec.
Un dia va anar a la muntanya a tallar fusta i el va sorprendre la pluja. Es va refugiar dins del forat d'un arbre. De sobte, va presenciar la reunió d'uns éssers estranys, alguns amb un sol ull i altres sense boca. Eren els oni (ogres o dimonis).
Els oni van crear una gran foguera tan brillant com el dia. Van començar a beure sake, cantar i ballar. El vell va vèncer les seves pors i va sortir per a unir-se al ball. Els oni van divertir-se molt i volien que tornés l'endemà (o sempre més) per a fer un bis. Per tal d'assegurar-se el retorn del vell, els oni van decidir mantenir la custòdia d'alguna possessió valuosa. De totes les coses, van decidir prendre-li el bony i quedar-se'l com a penyora. El vell va quedar molt alleujat de veure que ja no tenia el bony i no li feia cap mal la galta d'on li l'havien extret.
Un dels seus veïns era un altre vell que tenia un bony a la galta esquerra. Quan va sentir la història de la pèrdua del tumor va voler emular-lo, i per això, va demanar al veí d'ocupar el seu lloc davant dels oni, i aquest ho va acceptar. El vell va anar al mateix arbre i quan els oni es van reunir, l'ogre en cap l'esperava amb especial impaciència. Malauradament, el vell amb el bony a l'esquerra no tenia la mateixa habilitat en l'art de la dansa, i va resultar una decepció per als oni, que li van demanar tornés a casa. Com que el vell no se n'anava van decidir pagar-li amb el bony, i el vell va acabar tornant a casa disgustat amb dos bonys a la cara.

### Variants
La versió anglesa de A.B. Mitford de l'any 1871 The Elves and the Envious Neighbor presenta dos homes amb un bony al front, i el segon visitant s'endú un altre bony al damunt del seu. No es culpa el segon home pel cap mal ball, sinó que es considera un cas d'identitat equivocada. La versió de Mitford també té una conclusió amb una moral contra l'enveja.
Hi ha altra versió japonesa anomenada Dos Bonys (瘤二つ, Kobu futatsu), recopilada per Kunio Yanagita. Aquí el protagonista és un sacerdot amb un tumor sobre de l'ull, i uns tengu (dimonis de nas llarg) li prenen el tumor i el donen al segon sacerdot. En aquest cas el segon sacerdot pateix la mala sort malgrat haver fet un bon ball.